# Hamadryas chloe
Espèce
Hamadryas chloe est une espèce d'insectes lépidoptères de la famille des Nymphalidae, sous-famille des Biblidinae, de la tribu des Ageroniini, et du genre Hamadryas.

## Dénomination
- Hamadryas chloe a été décrit par l'entomologiste hollandais Caspar Stoll, en 1787, sous le nom initial de Papilio chloe [1]. Le Surinam est la localité type de cette espèce.

### Synonymie
- Papilio chloe Stoll, 1787 Protonyme

## Taxinomie
Liste des sous-espèces
- Hamadryas chloe chloe (Stoll, 1787) (Surinam, Pérou, Colombie)

Synonymie pour cette sous-espèce
Ageronia nais (Fruhstorfer, 1914)
Ageronia chloë colombicola (Röber, 1927)
Ageronia chloe phocis (Fassl, 1918)
- Hamadryas chloe daphnis  (Staudinger, 1886) (Pérou, Bolivie)

Synonymie pour cette sous-espèce
Ageronia chloe daphnis (Staudinger, 1886) 
Ageronia chloë nomia (Fruhstorfer, 1916)
Ageronia chloë xenia (Fruhstorfer, 1916)
- Hamadryas chloe rhea (Fruhstorfer, 1907) (Brésil)

Synonymie pour cette sous-espèce
Ageronia chloë rhea (Fruhstorfer, 1907) 
Ageronia chloë daphnicia (Fruhstorfer, 1916)
- Hamadryas chloe obidona (Brésil, Guyane)

Synonymie pour cette sous-espèce (Fruhstorfer, 1914)
Ageronia chloë obidona (Fruhstorfer, 1914)

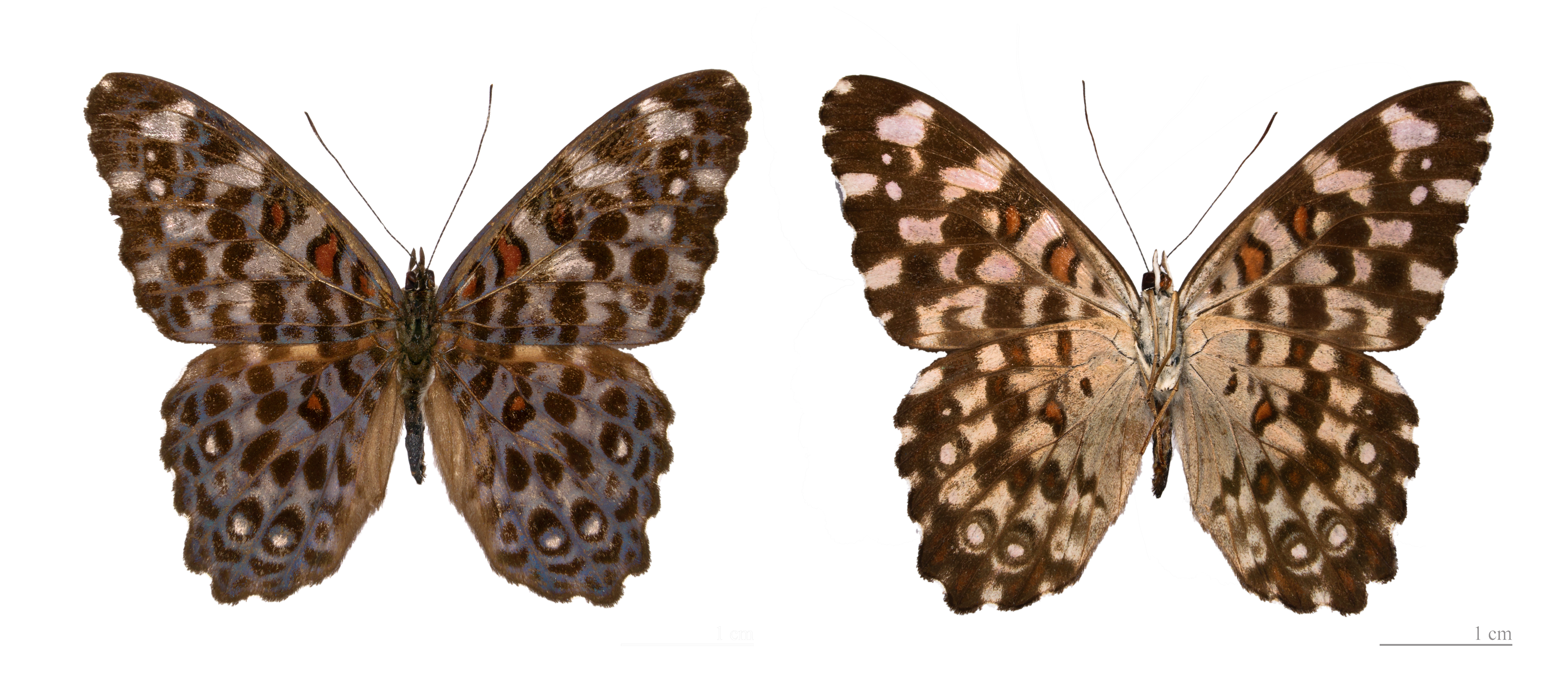
Hamadryas chloe obidona